# 青之花
《青之花》，是志村貴子的一部以校園女子百合為題材的日本漫畫作品。2004年起在太田出版的雜誌《Manga Erotics F》上連載。2009年，由J.C.STAFF宣佈製作動畫，後在富士電視台首播。作品曾獲選為2009年第十三屆日本新媒體動漫藝術節動畫部門推薦的作品。

## 概要

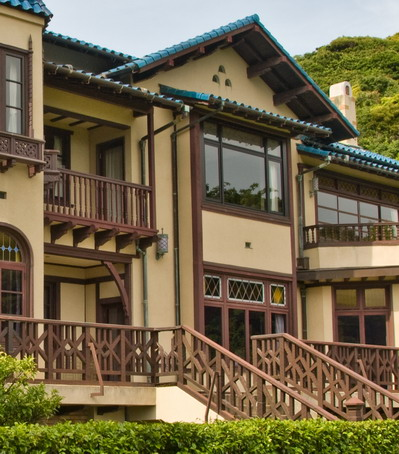
鎌倉文學館

作品以神奈川縣的江之島電鐵沿線的鎌倉市為背景。在動筆之前，作者曾經到鎌倉觀光，拍攝了許多景點的照片，作為故事情節發生的舞臺，例如借鑒了鎌倉文學館作為故事中的藤之谷女學院的設定。
「青之花」一名來源於德國18世紀的浪漫主義詩人諾瓦利斯的著名未完成小說《海因利·封·歐福特丁根》（Heinrich von Ofterdingen，日本一般譯為）。

## 劇情簡介
就讀於「松岡女子高等學校」的萬城目富美在高中入學當天，在鎌倉站與10年沒見的青梅竹馬、就讀於貴族學校「藤之谷女學院高等部」的奧平明偶然重逢。兩人從此一起上學，很快就找回了往日的友情。當時，沉湎於失戀痛苦中的富美遇到了英俊的學姊杉本恭己；而與此同時，小明的同學井汲京子也陷入對恭己的單戀中……

## 登場角色[5]

### 松岡女子高等學校
萬城目富美（聲優：高部愛）
本作的主角之一。昵稱為「小富美」（ふみちゃん）。松岡女子高校1年級生。身材高挑，但是胸部較小，戴眼鏡。自小就十分害羞、文靜、愛哭。是小明的青梅竹馬，一直依賴着小明，童年時小明就保護者她不受欺負。小學1年級時遷居離開鎌倉，從此10年沒有與小明聯絡。高中入學當日在鎌倉站重遇小明，重新成為好友。
很容易喜歡上別人。曾經與堂姊千津有過禁斷之戀，還發生過性關係，但是千津的突然結婚使她備受打擊。上高中後喜歡上3年級的學姊恭己，還因此陰差陽錯地加入了文藝部，並且與恭己交往，但是終於分手。
杉本恭己（聲優：石松千惠美）
松岡女子高校3年級生，在2年級之前都在藤之谷女學院就讀。籃球部部長。不過她本身樣樣精通，加上身材高挑，樣貌俊俏，成為校園內偶像和許多女生的憧憬對象。被稱為「圖書館之君」，經常拉女生至圖書館表白。
在藤之谷時是演劇部成員，十分喜歡各務老師，但是得不到他的回應，因而絕望地轉校到松岡。3年級時受邀請客串飾演藤之谷演劇部的戲劇祭作品《咆哮山莊》的男主角希斯克利夫。畢業後與好友川崎文子一起前往英國倫敦留學。
安田美沙子（聲優：井口裕香）
松岡女子高校1年級生，富美的同班同學。性格天真爛漫，粗眉毛，較為男子氣。和洋子、美和是好友，三人都是松岡演劇部的成員。
本厚木洋子（聲優：矢作紗友里）
松岡女子高校1年級生，富美的同班同學。說話率直。和美沙子、美和是好友，三人都是松岡演劇部的成員。開學時坐在富美旁邊，曾邀請富美加入演劇部，但被拒絕。
茂木美和（聲優：豐崎愛生）
松岡女子高校1年級生，富美的同班同學。性格溫柔，頭髮蓬亂。和美沙子、木洋子是好友，三人都是松岡演劇部的成員。2年級時被分到不同的班。後來對小明的哥哥忍產生好感，兩人開始約會。
上野佳織（聲優：沖佳苗）
松岡女子高校3年級生，文藝部部長。恭己的朋友。

### 藤之谷女學院高等部
奧平明（聲優：儀武祐子）
本作主角之一。昵稱為「小明」（あーちゃん）。藤之谷女學院高等部1年級生，與藤之谷大多數學生自小在藤之谷升讀不同，她高中才開始在藤之谷就讀。性格活潑開朗，有點天然呆，很享受在藤之谷的「大小姐」生活。因為同學京子加入了演劇部，所以也一同加入，負責幕後工作。
是富美的青梅竹馬，從小就有意無意保護著富美。與富美重逢後，也繼續一直照顧着愛哭愛撒嬌的富美，在富美困惑時不斷鼓勵和支持她。
沒有戀愛經驗。有一個十分疼愛自己的哥哥忍，但對哥哥的過分關心感到很厭惡。
井汲京子（聲優：堀江由衣）
藤之谷女學院高等部1年級生，小明的同班同學。演劇部成員，同樣負責幕後工作。
性格十分認真和倔強。中學時就喜歡上恭己，即使已經有一個未婚夫，但是眼裏只有恭己一人。向恭己表白後被拒絕，心中一直默默地痛苦。
上田良子
小明2年級時的同班同學。文靜、沉穩，喜愛閱讀，是圖書部成員。
大野春花
比小明低1年級的藤之谷女學院高等部學生。演劇部的新成員。為人十分友善。她的姊姊織江是山科老師的密友。
川崎文子（聲優：小野涼子）
藤之谷女學院高等部3年級生，演劇部成員。在戲劇祭中飾演《咆哮山莊》的女主角凱瑟琳。與恭己是好友，畢業後和恭己一起前往英國倫敦留學。
三浦香織（聲優：中村知子）
藤之谷女學院高等部3年級生，演劇部部長。
山科日向子
小明2年級時的理科教師。與織江是高中同學兼戀人。
各務正則（聲優：濱田賢二）
藤之谷女學院的男教師兼演劇部顧問。恭己曾經對他十分憧憬，「圖書館之君」的稱號就是各務起的。但是他喜歡的是恭己的二姊和佐，後來更與和佐結了婚。

### 杉本家
杉本家有四姊妹，全都出身於藤之谷女學院，學生時代都是學校的風云人物，人氣很高。杉本恭己是四女。
杉本姿子（聲優：能登麻美子）
杉本家長女。喜歡開恭己的玩笑。是織江和日向子的同學。
杉本和佐（聲優：福井裕佳梨）
杉本家次女。性格和藹。曾經短暫在藤之谷任教美術，從而認識了未來的丈夫各務老師。
杉本公理（聲優：中原麻衣）
杉本家三女。與和佐一樣喜歡上各務老師，但是從未表露過自己的心聲。

### 萬城目家
萬城目芳江（聲優：藤村步）
富美的母親，和咲子是好友。
萬城目章夫（聲優：小形滿）
富美的父親，10年前因工作調配到公司總部而搬家。
富美的祖母（聲優：宮澤清子）
富美的祖母，對富美甚至小明都十分嚴格。在故事開始前2年逝世。

### 奥平家
奥平忍（聲優：川田紳司）
小明的哥哥。大學生。對妹妹很溺愛和關心，小明的一舉一動都令他十分擔心，也因此沒有交過女朋友。後來和美和相戀。
奥平咲子（聲優：北西純子）
小明和忍的母親。對忍的將來十分擔憂。和芳江是好友。
奥平義道（聲優：傳坂勉）
小明和忍的父親。

### 其他角色
花城千津（聲優：大浦冬華）
富美的堂姊。曾經誘使富美和她發生性關係。但是當富美搬回鎌倉時，卻發現她即將要結婚。
澤乃井康（聲優：淺沼晉太郎、田中晶子（童年時期））
京子的未婚夫。大學生。

## 出版書籍
| 冊數 | 太田出版       | 太田出版               | 青文出版社     | 青文出版社             |
| 冊數 | 發售日期       | ISBN                   | 發售日期       | ISBN / EAN             |
| ---- | -------------- | ---------------------- | -------------- | ---------------------- |
| 1    | 2005年12月15日 | ISBN 978-4-77-832005-8 | 2011年8月11日  | EAN 471-801-600-573-0  |
| 2    | 2006年12月13日 | ISBN 978-4-77-832032-4 | 2011年8月11日  | EAN 471-801-600-573-0  |
| 3    | 2008年3月18日  | ISBN 978-4-77-832053-9 | 2011年10月25日 | ISBN 978-986-256-939-9 |
| 4    | 2009年4月23日  | ISBN 978-4-77-832084-3 | 2011年12月25日 | ISBN 978-986-310-035-5 |
| 5    | 2010年2月18日  | ISBN 978-4-77-832108-6 | 2012年3月25日  | ISBN 978-986-310-122-2 |
| 6    | 2011年5月12日  | ISBN 978-4-77-832141-3 | 2012年9月25日  | ISBN 978-986-310-290-8 |
| 7    | 2012年7月19日  | ISBN 978-4-77-832170-3 | 2013年3月25日  | ISBN 978-986-310-571-8 |
| 8    | 2013年9月12日  | ISBN 978-4-77-832209-0 | 2015年4月25日  | EAN 471-801-601-253-0  |

- 青い花公式読本：

2009年9月5日、ISBN 978-4-77-832097-3（未代理）

## 電視動畫
2009年7月至9月在富士電視台的深夜動畫節目「NOISE」播放。

### 製作人員
- 監督：笠井賢一
- 系列構成：高山文彥
- 人物設定：音地正行
- 輔助人物設定：冷水由紀繪
- 美術監督：小林七郎
- 色彩設計：石田美由紀
- 攝影監督：大河內喜夫
- 音響監督：明田川仁
- 音樂：羽毛田丈史
- 製片人：淺香敏明、松倉友二、山本幸治、齋藤彩
- 動畫製作：J.C.STAFF
- 製作：青之花製作委員會（MEDIA FACTORY、富士電視台、讀賣廣告社、J.C.STAFF、博報堂DY Media Partners）[15]

### 主題曲
片頭曲
作詞、作曲：；編曲、歌：空氣公團
片尾曲
作詞：Ceui；作曲：小高光太郎、Ceui；編曲：小高光太郎；歌：Ceui
插入曲「悲しみ知らん顔」
作詞、作曲：山崎ゆかり；編曲：窪田 渡；歌：空氣公團

### 各話資料
| 話數 | 標題 | 中譯             | 腳本                | 分鏡              | 演出       | 作畫監督                     | 總作畫監督                |
| ---- | ---- | ---------------- | ------------------- | ----------------- | ---------- | ---------------------------- | ------------------------- |
| 1    |      | 花物語           | 高山文彥            | 笠井賢一          | 笠井賢一   | 木本茂樹                     | 音地正行                  |
| 2    |      | 春之嵐           | 高山文彥            | 長井龍雪          | 長井龍雪   | 矢向宏志                     | 音地正行                  |
| 3    |      | 早晨醒來         | 高山文彥            | 笠井賢一 高田耕一 | 橋本敏一   | 岩倉和憲 冨岡寬              | 音地正行                  |
| 4    |      | 青春正美好       | 高山文彥            | 櫻美勝志          | 櫻美勝志   | 植田和幸                     | 音地正行                  |
| 5    |      | 咆哮山莊（前篇） | 高山文彥 綾奈由仁子 |                   | 鈴木健太郎 | 野村芙沙子 萩原弘光          | 音地正行                  |
| 6    |      | 咆哮山莊（後篇） | 高山文彥 綾奈由仁子 | 河村智之          | 木本茂樹   |                              | 音地正行                  |
| 7    |      | 童年時光         | 水上清資            | 青井小夜          | 青井小夜   | 松尾亞希子 熊田明子 矢向宏志 | 音地正行                  |
| 8    |      | 戀愛是盲目       | 水上清資            | 鈴木洋平          | 鈴木洋平   | 岩倉和憲 冨岡寬              | 音地正行                  |
| 9    |      | 仲夏夜之夢       | 水上清資            |                   |            | 齊藤美香 小美戶幸代          | 音地正行 岩倉和憲（輔助） |
| 10   |      | 幸福的王子       | 綾奈由仁子          | 高田耕一          | 橋本敏一   | 野村芙沙子 植田和幸          | 音地正行                  |
| 11   |      | 冬日煙火         | 高山文彥            | 笠井賢一          | 河村智之   | 木本茂樹 冨岡寬              | 音地正行                  |

### 播放電視台
日本深夜動畫：下文記載的日本国内播放時間使用日本標準時間（UTC+9）表示。因為部分時間标识會採用30小时制，因此請留意这类超过24:00的时间，其實際播放時間為翌日清晨。
| 播放地域   | 電視台     | 播放期間                | 播放時間                   | 系列       | 備注   |
| ---------- | ---------- | ----------------------- | -------------------------- | ---------- | ------ |
| 關東廣域圈 | 富士電視台 | 2009年7月1日 - 9月9日   | 星期三 26時08分 - 26時38分 | 富士電視系 | 製作局 |
| 日本全域   | BS富士     | 2009年7月20日 - 10月5日 | 星期一 24時30分 - 24時55分 | BS數位放送 |        |

| 富士電視台 NOISE                | 富士電視台 NOISE | 富士電視台 NOISE |
| ------------------------------- | ---------------- | ---------------- |
|                                 | 青之花           |                  |
| 天堂餐館 （地上波在東名阪播放） | 戀時雨           |                  |

## 外部連結
- 電視動畫官方網站 （页面存档备份，存于）（日語）